# Canon EOS R
Canon EOS R je první plnoformátový bezzrcadlový fotoaparát s rozlišením 30,3 megapixelu od japonského Canonu, který ho vydal v říjnu 2018. Vstupní cena těla bez objektivu byla 64 990 Kč (2 520 €).

## Senzor
Fotoaparát EOS R využívá 30,3 MP snímač CMOS přímo od společnosti Canon. Ten dokáže dosáhnout citlivosti ISO mezi 100 – 40 000 (možno rozšířit na 50 – 102 400) a zaznamenat tak detaily při nízkém šumu.  
Také využívá funkci Dual Pixel RAW, která umožňuje při dodatečných úpravách doladit ostrost, změnit úhel pohledu nebo efekt bokeh v popředí. Tato funkce se poprvé objevila u modelu EOS 5D Mark IV.

## Objektiv
Komunikace mezi tělem a objektivem zajišťuje bajonet RF s 12kolíkovým spojem. 54 mm široký bajonet pro uchycení objektivu RF snížil hloubku od bajonetu po snímač z 44 mm (EF objektiv) na 20mm a vytváří tak rychlejší, jasnější a vysoce kvalitní snímky.
S adaptérem je možno použít i objektivy typu EF nebo EF-S. Bez adaptéru jsou dostupné tyto objektivy:  
- Canon RF 5.2mm F2.8L DUAL FISHEYE
- Canon RF 16mm F2.8 STM
- Canon RF 35mm F1.8 MACRO IS STM
- Canon RF 50mm F1.2L USM
- Canon RF 85mm F1.2L USM
- Canon RF 85mm F1.2L USM DS
- Canon RF 85mm F2 MACRO IS STM
- Canon RF 600mm F11 IS STM
- Canon RF 800mm F11 IS STM
- Canon RF 15-35mm F2.8L IS USM
- Canon RF 24-70mm F2.8L IS USM
- Canon RF 24-105mm F4L IS USM
- Canon RF 24-105mm F4-7.1 IS STM
- Canon RF 24-240mm F4-6.3 IS USM
- Canon RF 28-70mm F2L USM
- Canon RF 70-200mm F2.8L IS USM
- Canon RF 100-400mm F5.6-8 IS USM
- Canon RF 100-500mm F4.5-7.1 L IS USM

## Zaměřování
Ostřící systém Dual Pixel AF s pokrytím plochy senzoru 100 % vertikálně a 80 % horizontálně umožňuje využít až 5 655 ostřících bodů při využití automatického zaměřování.

## Obrazovky
Obrazovku fotoaparátu tvoří dotykový výklopný 3,15“ LCD displej s 2,1 miliony body (pixely). Zde se dá nastavovat velikost clony, rychlost závěrky, citlivost ISO, ovládat jím umístění automatického zaměření a spoustu dalších nastavení.
Elektronický hledáček (EVF) má 3,69 miliony bodů (pixelů). Automaticky vestavěný snímač přepne obraz na obrazovku, když není hledáček u oka.

## Multifunkční lišta
Dotyková multifunkční lišta umožňuje nastavovat řadu funkcí jako je ovládání automatického zaostřování, nastavení citlivosti ISO nebo vyvážení bílé. Oproti starším modelům je zde vylepšená odolnost proti povětrnostním podmínkám a tichý provoz nastavování i stisknutí spouště.

## Galerie

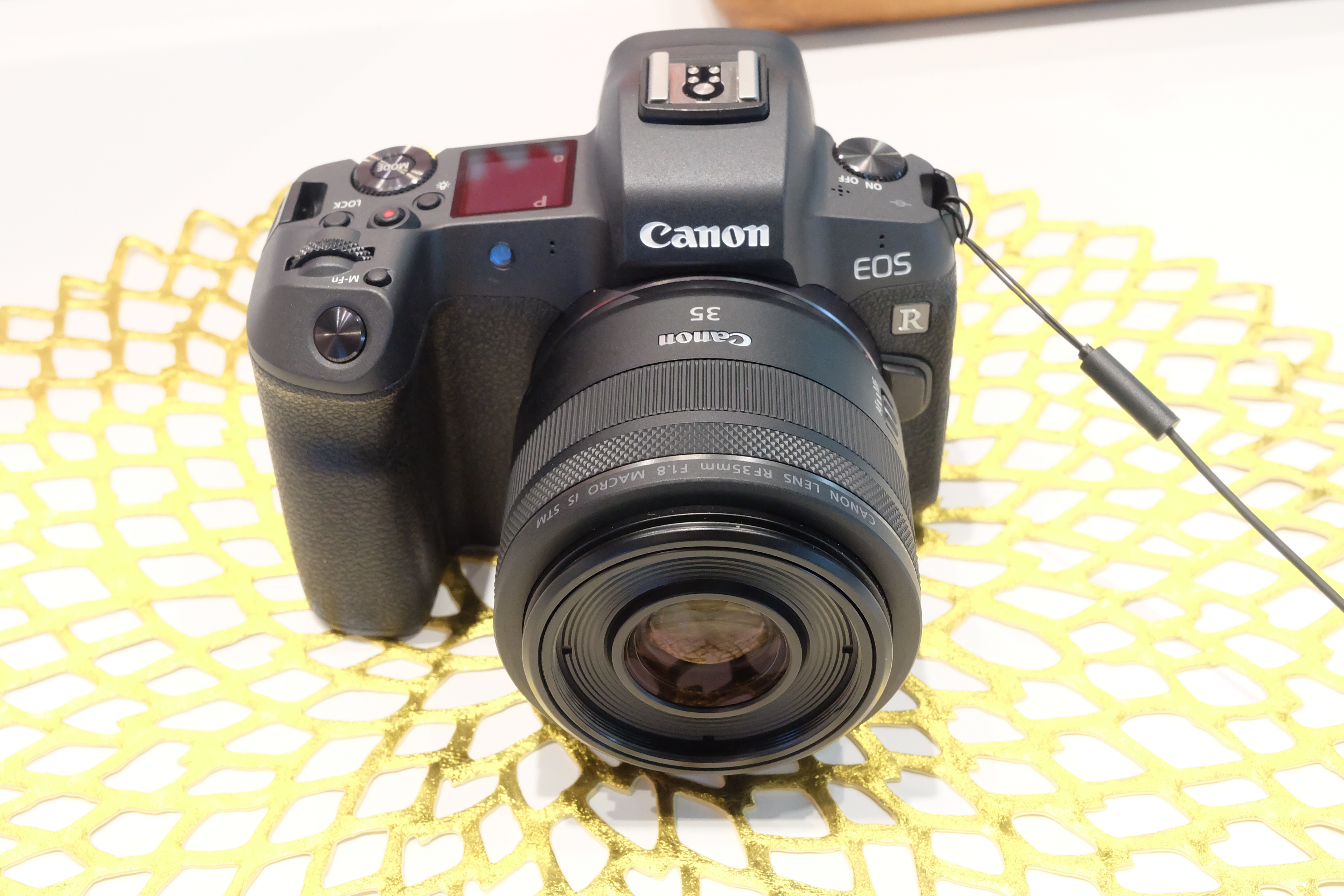
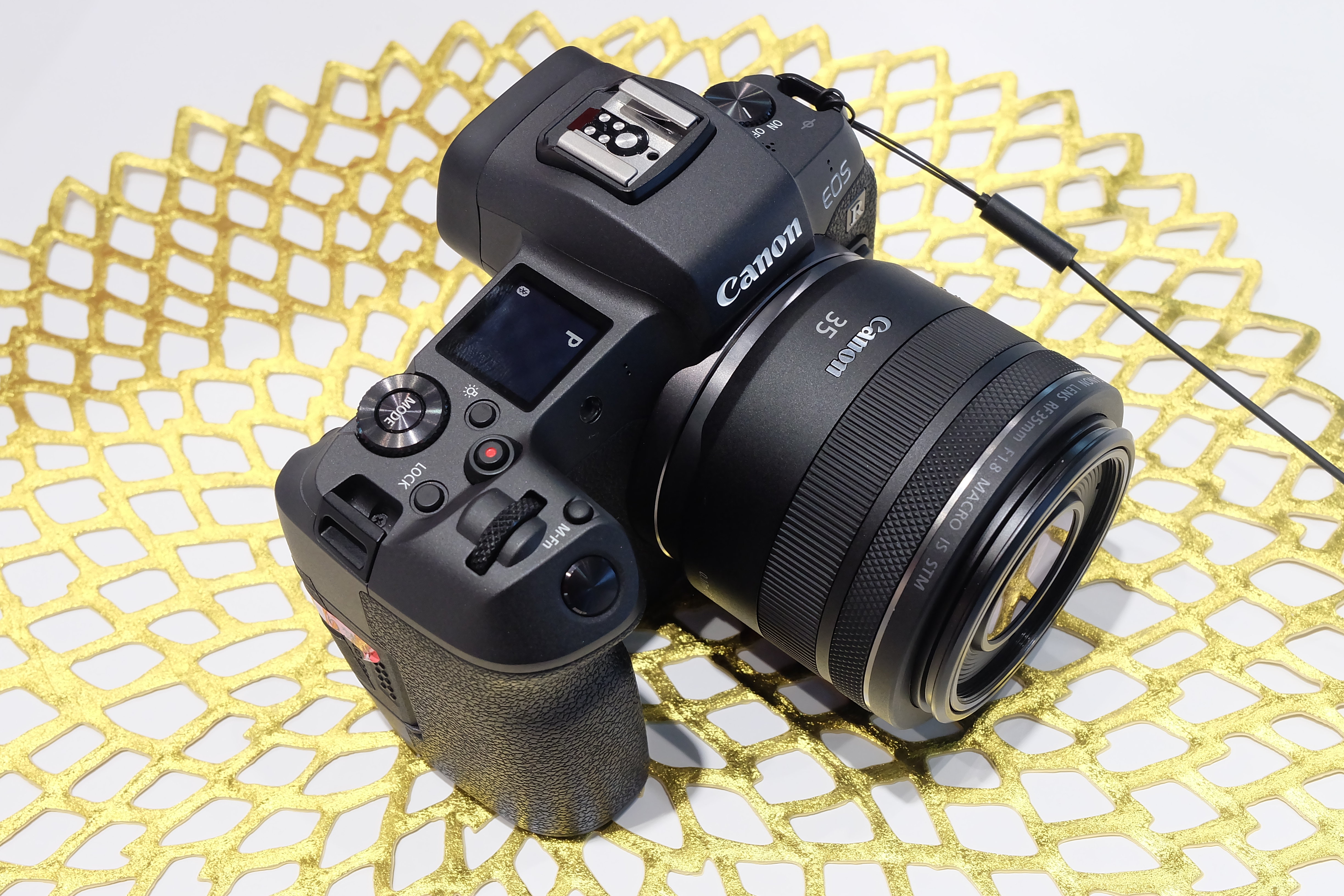
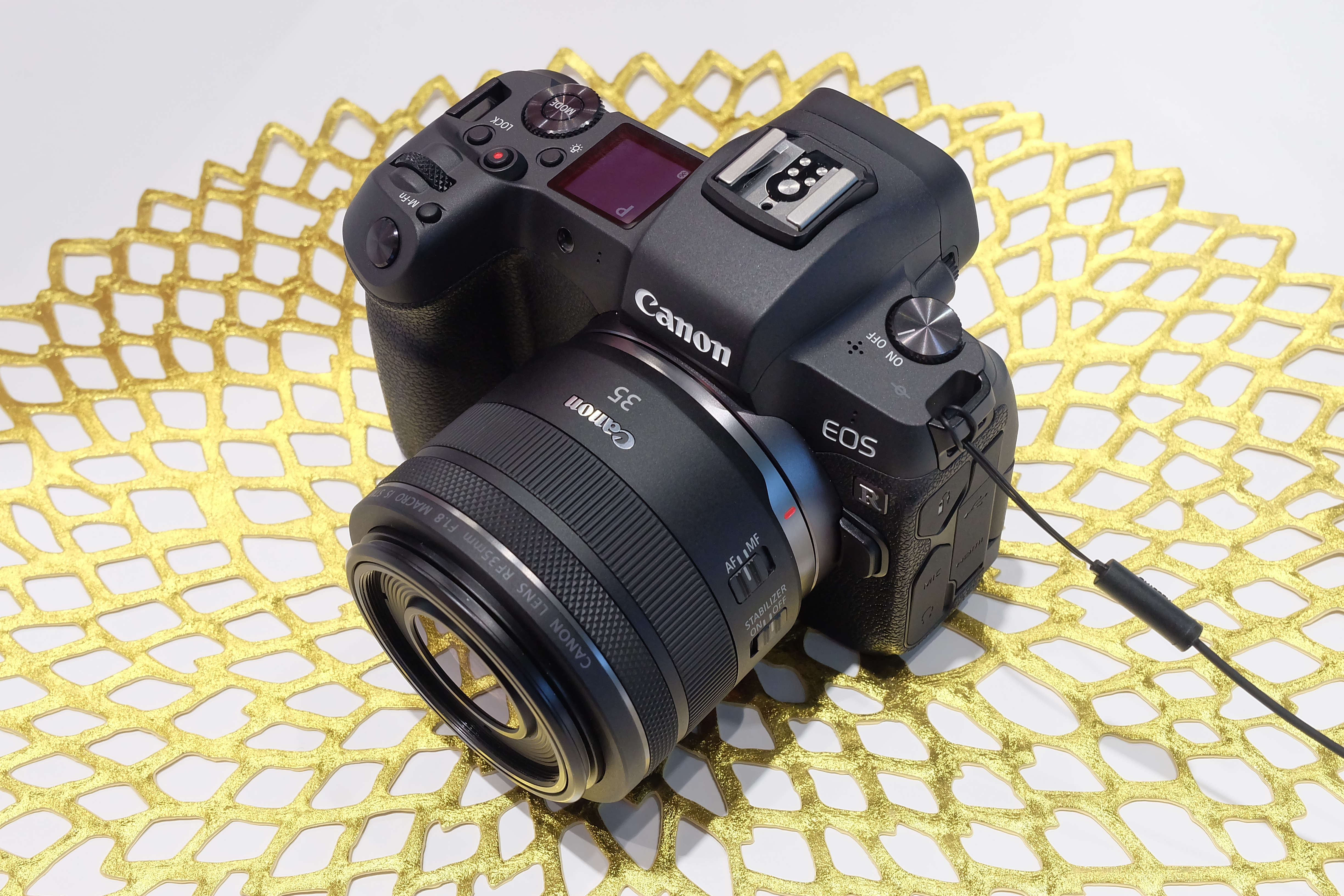
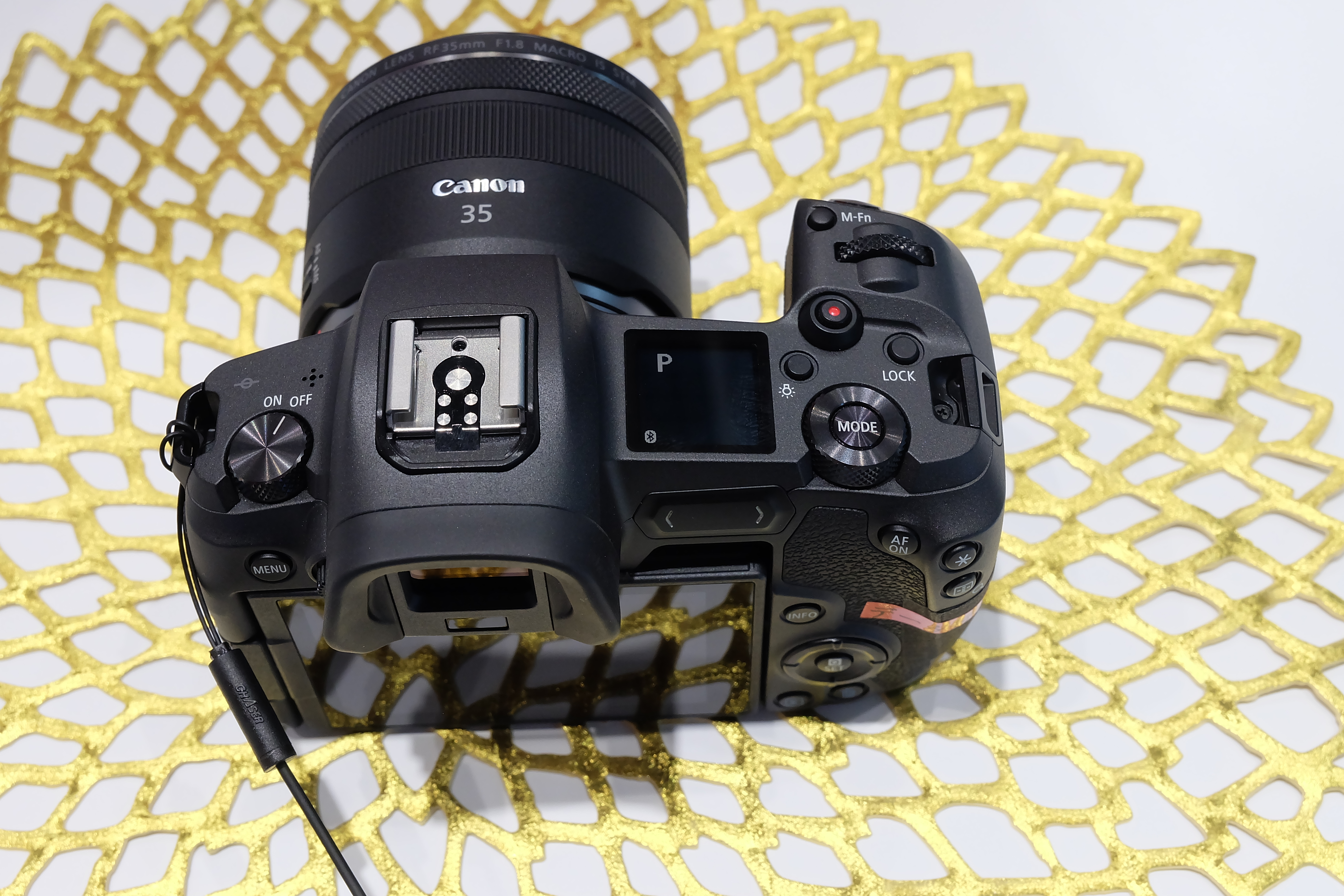
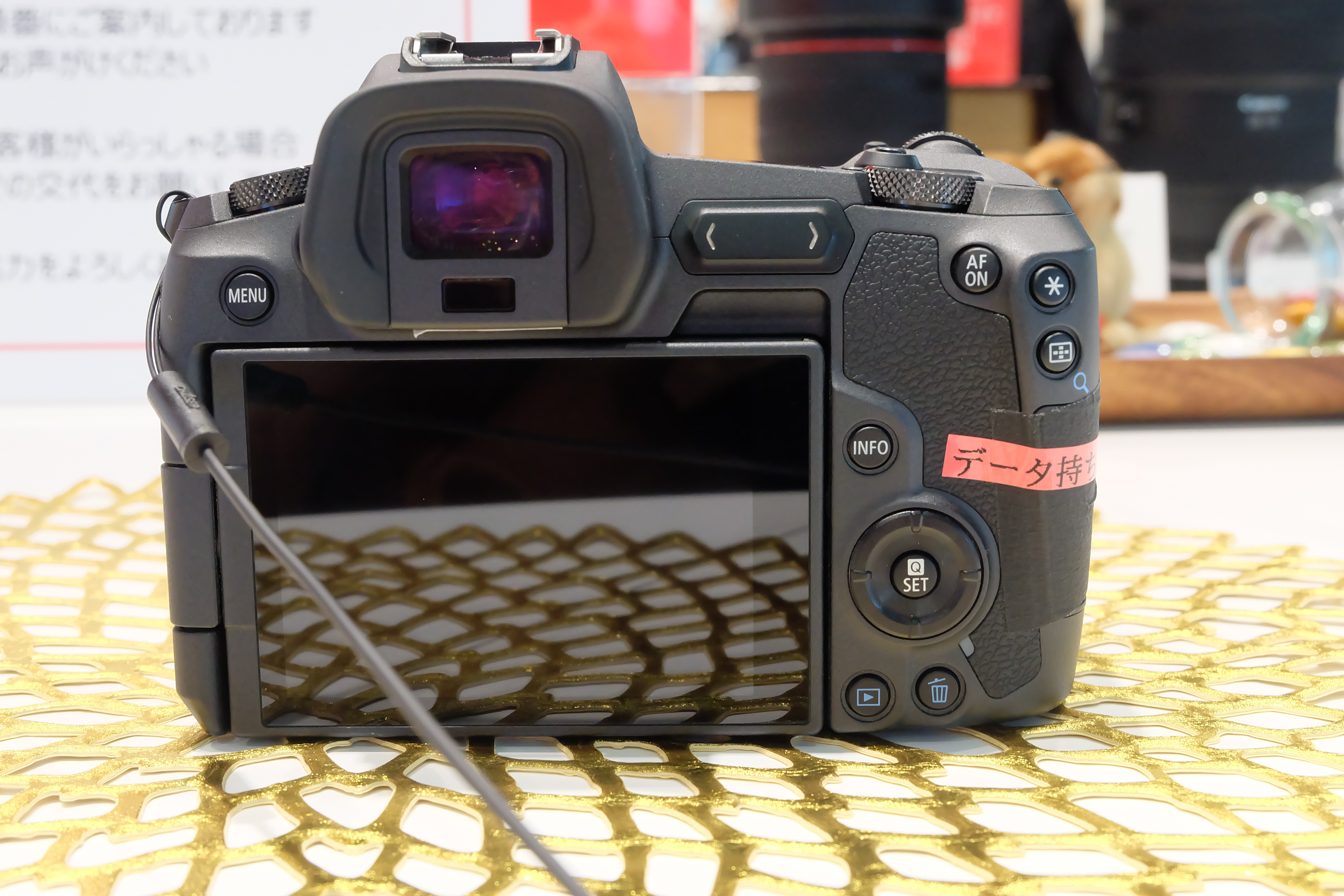
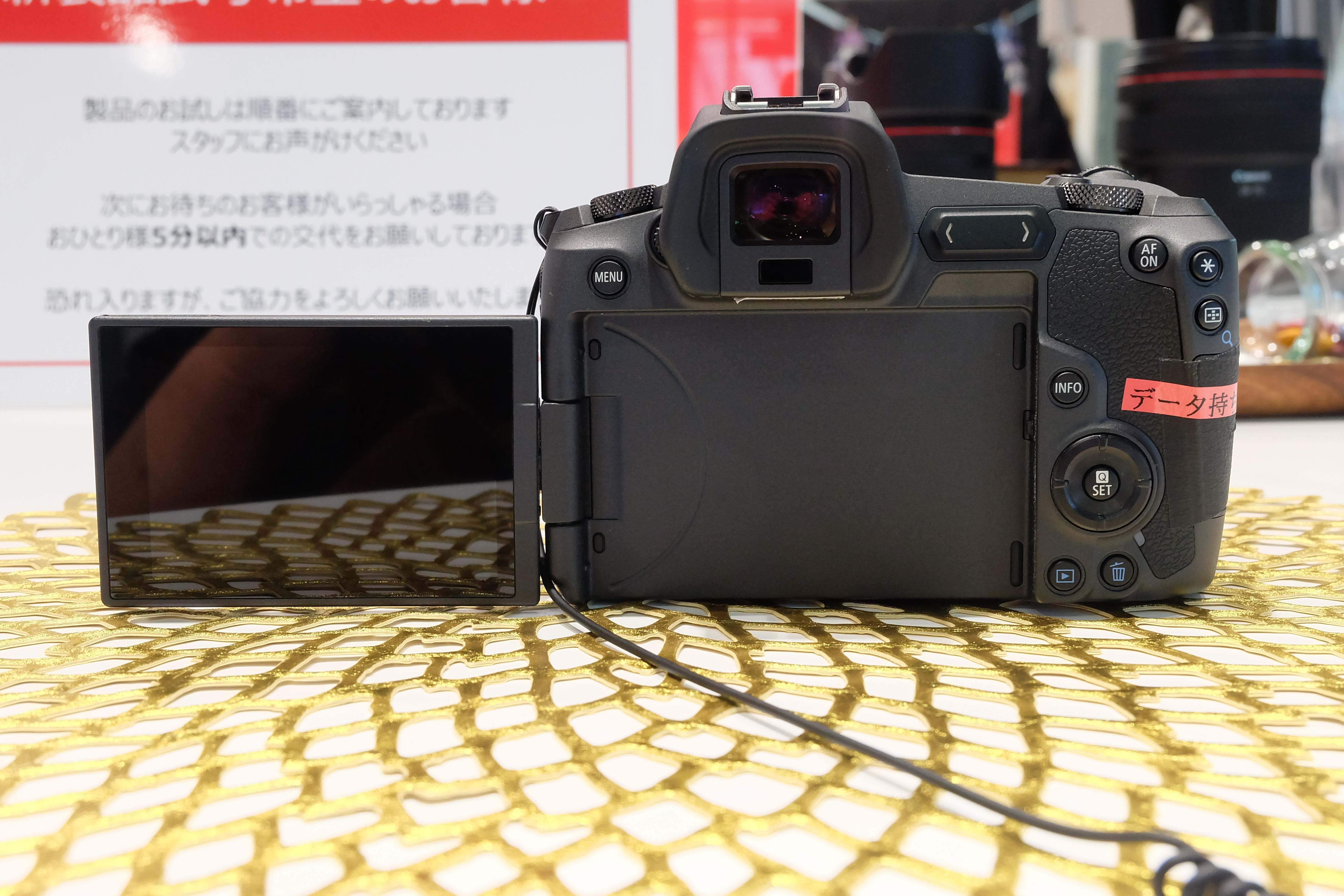